# ميل كورتني
ميل كورتني (بالإنجليزية: Mel Courtney)‏ هو سياسي نيوزيلندي، ولد في 1943 في كرايستشرش في نيوزيلندا. نشط حزبياً في حزب العمال النيوزيلندي. وقد انتخب عضو مجلس النواب النيوزيلندي.